# Danny Greaves (cầu thủ bóng đá)
Daniel Thomas Greaves (sinh ngày 31 tháng 1 năm 1963) là một cựu cầu thủ bóng đá người Anh thi đấu ở vị trí tiền đạo. Sau khi giải nghệ, Greaves trở thành huấn luyện viên bóng đá, và dẫn dắt Witham Town.

## Sự nghiệp

### Sự nghiệp thi đấu
Sau khi tốt nghiêp từ đội trẻ Tottenham Hotspur, Greaves bắt đầu sự nghiệp với Southend United, có 49 lần ra sân ở Football League từ năm 1981 đến năm 1984. Ông trải qua một mùa giải với Cambridge United, thi đấu thêm 4 trận ở Giải vô địch, trước khi thi đấu bóng đá non-League với Chelmsford City.

### Sự nghiệp huấn luyện
Sau khi giải nghệ, Greaves trở thành huấn luyện viên và dẫn dắt Witham Town. Năm 2015, ông làm trợ lý huấn luyện viên cho Steve Tilson tại C&K Basildon Ladies F.C.

## Đời tư
Cha của anh Jimmy cũng là một cầu thủ bóng đá chuyên nghiệp.